# Megachile maxillosa
Megachile maxillosa är en biart som beskrevs av Guérin-Méneville 1845. Megachile maxillosa ingår i släktet tapetserarbin, och familjen buksamlarbin. Inga underarter finns listade i Catalogue of Life.